# نصاحة (اسم)
نصاحة هو اسم علم مؤنث من أصل عربي، ومعناه هو النامية الشابة.

## وصلات خارجية
- موسوعة السلطان قابوس لأسماء العرب